# Valley Grande
Valley Grande es una ciudad ubicada en el condado de Dallas en el estado estadounidense de Alabama. En el Censo de 2010 tenía una población de 4020 habitantes y una densidad poblacional de 73,86 personas por km².

## Geografía
Valley Grande se encuentra ubicada en las coordenadas 32°29′13″N 87°1′58″O / 32.48694, -87.03278. Según la Oficina del Censo de los Estados Unidos, Valley Grande tiene una superficie total de 87.59 km², de la cual 86.78 km² corresponden a tierra firme y (0.93%) 0.81 km² es agua.

## Demografía
Según el censo de 2010, había 4020 personas residiendo en Valley Grande. La densidad de población era de 73,86 hab./km². De los 4020 habitantes, Valley Grande estaba compuesto por el 75.25% blancos, el 22.99% eran afroamericanos, el 0.4% eran amerindios, el 0.37% eran asiáticos, el 0% eran isleños del Pacífico, el 0.2% eran de otras razas y el 0.8% pertenecían a dos o más razas. Del total de la población el 0.52% eran hispanos o latinos de cualquier raza.